# 랩소디 오브 파이어
랩소디 오브 파이어(Rhapsody of Fire)는 이탈리아의 메탈 밴드이다. 이 전에는 '썬더크로스(Thundercross)' 혹은 '랩소디(Rhapsody)'로 알려져 있었다.
밴드는 오늘날까지 9장의 정규 음반, 2장의 EP, 6장의 싱글, 1장의 라이브 음반, 1장의 모음 음반, 1장의 DVD를 발매하였다.

## 커리어
이탈리아 출신의 랩소디 오브 파이어는 1993년에 '썬더크로스'라는 이름으로 결성되었다. 이 밴드를 결성 한 것은 기타리스트인 루카 트릴리와 키보디스트 알렉스 스타로폴리였다. 그리고 얼마 이후 알레산드로 로타라는 새 베이시스트와, "래비린스"출신의 파비오 리오네라는 새 보컬을 영입하게 되어 음반을 발표할 준비를 갖춘다. 그들은 서양 고전 음악과 바로크 음악, 켈트족의 민요 등을 헤비 메탈에 포함시킨 음악을 추구해 왔다. 그들의 서양 고전 음악풍은 비발디, 바흐, 파가니니 등으로부터 영향 받은 것으로 알려져 있다. 또한, 그들은 판타지 풍의 노래 가사들로도 유명하다.
밴드는 음악적 성향이 정립된 이후, 썬더크로스라는 종전까지의 밴드명이 이제 자신들의 확고한 스타일이 된 멜로딕 스피드 메탈과 맞지 않는다는 생각 하에 밴드의 이름을 '랩소디'로 바꾼다. 그리고 이 이름으로 1997년에 그들의 데뷔 음반인 Legendary Tales를 발표하였다. 이 음반은 꽤 호평을 받았다.
그리고 이듬해인 1998년, 그들은 Symphony of Enchanted Lands라는 두 번째 음반을 발표하는데, 이 음반도 호평을 받았다. 이 음반은 풍부한 악기와 훌륭한 작곡, 다양한 편곡들로 인하여 매우 현대적인 심포닉 메탈이라는 호평을 받았다. 이 음반에 수록된 곡들 중 하나인 "Emerald Sword"는 아직까지도 많은 팬들에게 밴드 최고의 곡으로 일컬어지고 있다. 이 음반을 통해서 랩소디는 또한 할리우드 메탈이라는 이름을 얻는데, 이 이름은 이후에 그들을 가장 잘 표현하는 메탈 장르가 되었다.
이들의 세 번째 음반인 Dawn of Victory는 2000년에 발표되었는데, 두 번째 음반보다는 못하다는 평을 받았으나 이번 음반 역시 우수한 음반이라는 것에는 이견이 없었다. 그리고 이 시기에 이전의 드러머였던 다니엘르 카르보네라가 빠져나가고, 새로운 드러머인 썬더포스가 영입되는데 이 이름이 드럼 머신의 가명인지, 실제 드러머의 이름인지는 논란이 많았다. 그러나 그는 알렉스 홀즈와스라는 실제 드러머였으며, 단지 계약상의 이유 때문에 본명을 드러내지 못 한 것이었다.
2001년에는 네 번째 음반인 Rain of a Thousand Flames를 발표한다. 그러나 EP라고 보기엔 다소 많은 7곡에, 매우 긴 재생 시간을 자랑한다. 10분이 넘는 트랙이 2개나 있으며, 마지막 곡인 "The Wizard's Last Rhyme"의 경우 드보르작의 신세계 교향곡의 테마를 사용하고 있다. 이후 기존의 베이시스트였던 알레산드로 로타가 밴드를 탈퇴한다.
2002년에는 다섯 번째 음반인 Power of the Dragonflame이 발표되었다. 다시 베이시스트의 부재로, 이 음반에서 베이스 녹음은 프로듀서인 샤샤 패스가 담당하였다. 이 음반의 곡들은 이전의 음반들보다 훨씬 더 빠른 스피드의 멜로디를 갖고 있으며, 어느 정도 밝은 분위기였던 이전의 음반들에 비해 어두운 분위기를 띠고 있다. 이 곡의 11번째 트랙인 "Gargoyles, Angels of Darkness"는 19분의 플레이 타임을 갖고 있다. 또한 이들의 첫 번째~네 번째 음반의 스토리인 앨가로드 연대기는 이 음반에서 끝난다.
새로운 스토리를 시작하기 위해서 어느 정도 공백기를 가진 이후, 2004년에는 The Dark Secret이라는 EP가 발표된다. 이 음반에서 반지의 제왕에서 사루만역할로 우리에게 잘 알려진 크리스토퍼 리가 음반의 스토리 라인 부분의 나레이션을 맡았다. 또한, 새 베이시스트인 패트리스 궈스가 영입된다.
같은 년도에 발표된 여섯 번째 음반인 Symphony of Enchanted Lands II: The Dark Secret에서 밴드는 새로운 스토리의 시작답게 웅장한 음악을 구사한다. EP에서 등장했던 크리스토퍼 리가 군데 군데 등장하여 나레이션을 들려 준다. 오케스트라 수준의 웅장함 대신에, 랩소디의 음악에 웅장함과 함께 한 축이였던 스피드가 사라졌다는 비판도 제기되었다.
2006년에 밴드는 저작권 문제 때문에 이름을 '랩소디 오브 파이어'로 바꾸었고, 일곱 번째 음반인 Triumph or Agony을 발표하였다. 이듬해인 2007년에, 밴드는 첫 DVD인 Visions from the Enchanted Lands를 발매하였다.
2007년 말부터 법정 분쟁으로 오랫동안 활동이 중단되었던 밴드는 2009년 컴백을 선언하고, 2010년 4월, 4년 만에 여덟 번째 정규음반 The Frozen Tears of Angels를 발표한다. Triumph or Agony에서 비판되었던 사라진 스피드는 이 음반에서 완전히 다시 돌아왔고, 옛날의 멜로딕 스피드 메탈의 스타일이 되돌아온 것을 볼 수 있으며 또 그 가운데서도 조금의 변화, 섬세함과 변박을 통한 프로그레시브함도 느껴진다. 음반 발매 때 두 개의 싱글 음반 Sea of Fate와 Reign of Terror가 발매되었고, 이 두 곡은 이번 음반을 대변하고 있다. 특히 Reign of Terror는 날카로운 기타 리프와 스크리밍, 그리고 합창을 통한 스피드와 웅장함이 결합된 최고의 곡이라 일컬어지고 있다. 이번 작품에서는 기타 솔로가 대부분 트윈 기타로 구성되어 있는 것이 특징이다.
2010년 The Frozen Tears of Angels를 통한 귀환으로 크게 호평받은 밴드는, 6개월만에 새로운 EP인 The Cold Embrace of Fear – A Dark Romantic Symphony를 발표한다. 이 음반은 7부로 구성된 35분의 대곡 하나만을 담고 있으며, Triumph or Agony에서 추구되었던 영화적인 면모와 웅장함의 색채가 더욱 부각되었다. 이 역시 기존 팬들의 혹평 요소로 작용하기도 하였다. Triumph or Agony의 16분 대곡 The Mystic Prophecy of The Demonkinight에서 등장하였던 극은 이번 작품에서 더욱 자연스럽게 드러나고 있다. 곡의 3부 The Ancient Fires of Har-Kuun은 전체 곡의 중심에 해당하는 14분의 대곡으로, 오케스트라가 수놓는 웅장한 서두와 프로그레시브한 느낌이 나는 밴드의 연주가 인상적이다.
2011년 6월 밴드는 그 동안의 이야기를 마무리 짓는 최종장 음반인 From Chaos to Eternity를 발표한다. The Frozen Tears of Angels에서 보여주었던 정교한 구성과 트윈기타는 더욱 고정되었으며 음반 전체에서 어두운 분위기 속의 비장함과 공격성이 특징이다. 음반이 발매되기 전, 밴드는 새로운 기타리스트로 기타 강좌로 유명한 톰 헤스(Tom Hess)를 영입하였고, Aeons of Raging Darkness, Tornado 등의 곡들을 공개하였다. 음반의 곡들 중 Tempesta Di Fuoco는 이탈리아 어로 된 곡 중의 유일한 달리는 곡이며, Ghosts of Forgotten Worlds는 몽환적이고 프로그레시브한 예측불허한 곡 구성이 특징이다. Aeons of Raging Darkness는 스크리밍과 날카로운 기타리프가 특징이며, Tornado는 음반의 곡들 중 가장 빠른 속도를 지님으로, 루카 투릴리가 '멤버들에게 있어서 기교적인 도전이 될 것'이라고 하였던 곡이다. 음반을 마무리 짓는 최종 곡은 19분 40초 길이의 'Heroes of The Waterfalls Kingdom', 5부로 구성되어 있고 고요한 분위기, 웅장한 분위기, 극, 날카로운 분위기, 오케스트라의 절정 등이 잘 결합된 곡이다. 특히 4부 'Northern Skies Enflamed'는 보컬 파비오 리오네가 보여주는 스크리밍이 인상적이고, 5부 'The Splendour of Angel's Glory(A Final Revealation)은 알렉스 스타로폴리가 만들어낸 오케스트라의 웅장함이 특징이다. 2004년부터 시작된 The Dark Secret Saga는 이 음반에서 최종적으로 마무리가 되고, 랩소디 오브 파이어의 판타지 서사 또한 여기서 끝이 난다.
이후 밴드는 서로 다른 음악적 시도를 위하여 리더이자 기타리스트인 루카 투릴리가 베이시스트 패트리스 궈스와 기타리스트 도미니크 르워퀸과 함께 밴드를 나온다. 그는 현재 새로운 "랩소디"로 밴드를 이끌어 나가고 있으며, 키보디스트인 알렉스 스타로폴리는 파비오 리오네, 톰 헤스와 함께 기존 밴드를 유지하고 새 베이시스트로 올리버 홀즈와스(Oliver Holzwarth, 알렉스 홀즈와스와 형제)를 영입하였으며, 드러머 알렉스 홀즈와스는 두 밴드의 드럼을 동시에 맡을 것이라 한다. 현재 기존 밴드는 더 이상 판타지 서사를 쓰지 않을 것이라고 한다. 2012년, 루카 투릴리의 랩소디가 투어에 오르면서, 알렉스 홀즈워스는 랩소디 오브 파이어의 드럼만 담당하게 되었다.
밴드는 최근 대 세계 투어를 앞두고 두 번째 기타리스트인 로베르토 데 미켈리(Roberto De Micheli)를 영입하였다. 투어를 마친 후, 2011년에 영입되었던 기타리스트 톰 헤스가 밴드를 탈퇴한다고 발표하였다.
2013년 정규 앨범 'Dark Wings of Steel'을 발표했다. 이 앨범은 루카 투릴리가 빠진 랩소디 오브 파이어의 첫 앨범이지만, 전체적으로 스피드와 파워가 떨어져 평가가 떨어지는 작품이다. 2016년 1월엔 다음 정규 앨범 'Into the Legend'를 발매하였는데, 실사 오케스트라의 동원과 파워의 회복으로 높은 평가를 받고 있다. 이 앨범 발매 이후, 보컬인 파비오 리오네와 드러머인 알렉스 홀즈워스가 밴드를 떠남으로, 밴드의 초창기 멤버는 현재 키보디스트인 알렉스 스타로폴리만 남게 되었다. 밴드는 공석을 새로운 보컬 지아코모 볼리와, 드러머 마누 로터로 채우고, 이듬해 전작들을 리마스터한 콤필레이션 앨범 'Legendary Years'를 발표했다.  2019년, 새로운 정규 앨범 'The Eighth Mountain'을 발표했다. 신임 보컬 지아코모 볼리가 작곡에도 참여하였으며, 이는 그가 참여한 첫 랩소디 오브 파이어의 정규 앨범이다. 이 앨범은 새로운 연대기인 'The Nephilm Empire Saga'의 첫 번째 장에 해당한다.

#### 이름 문제
밴드는 2006년 7월에 저작권 문제로 인하여 '랩소디'라는 종전의 이름을 '랩소디 오브 파이어'로 바꾸었다.
밴드의 구성원들은 이에 대하여 긍정적으로 생각하고 있다. 밴드의 리더이자 작곡, 작사자이자 기타리스트인 루카 트릴리는, "용의 화염의 힘이 이전의 어느 때보다도 더 밝게 불타오를 것이다."라고 말하였고, 키보디스트이자 공동 작곡, 작사자인 알렉스 스타로폴리는 "'랩소디 오브 파이어'라는 이름은 밴드와 밴드의 음악들 속에 항상 함께했던 에너지를 더 잘 표현하고 있다."라고 말하였다.

## 밴드 구성원

### 현 구성원
- 알렉스 스타로폴리 - 리더 / 키보드
- 로베르토 데 미켈리 - 기타
- 알레산드로 살라 - 베이스
- 지아코모 볼리 - 보컬
- 마누 로터 - 드럼

### 이전 구성원
- 파비오 리오네 - 보컬
- 알렉스 홀즈워스 - 드럼
- 올리버 홀즈워스 - 베이스
- 톰 헤스 - 기타
- 루카 투릴리 - 기타 = 현재 루카 투릴리의 랩소디
- 패트리스 궈스 - 베이스 = 현재 루카 투릴리의 랩소디
- 크리스티아노 아다처 - 보컬
- 안드레아 펄란 - 베이스
- 알레산드로 로타 - 베이스
- 다니엘르 카르보네라 - 드럼

### 게스트
- 도미티크 르워퀸 - 리듬 기타 (스튜디오, 라이브 게스트 - 2011년까지) = 현재 루카 투릴리의 랩소디
- 제이 랜스포드 경 - 나레이션 (1997년에서 2002년까지)
- 크리스토퍼 리 경 - 나레이션, 보컬 (2004년,2011년까지)
- 마뉴엘 스타로폴리 - 목관악기
- 썬더포스 - 드럼 (2000년에서 2002년까지)
- 샤샤 페스 - 베이스 (첫 번째, 네 번째 음반)
- 로버트 휴네커 리조 - 베이스 (첫 번째 음반)
- 폴 핸드릭 - 테레민 (첫 번째 음반)
- 브랜든 라빈 - 틴 휘슬 (세 번째 음반)

## 발매 음반

### 정규 음반 및 EP
| 발매 년도 | 제목                                                     | 레이블            |
| 1997년    | Legendary Tales                                          | 림브 뮤직         |
| 1998년    | Symphony of Enchanted Lands                              | 림브 뮤직         |
| 2000년    | Dawn of Victory                                          | 림브 뮤직         |
| 2001년    | Rain of a Thousand Flames                                | 림브 뮤직         |
| 2002년    | Power of the Dragonflame                                 | 림브 뮤직         |
| 2004년    | The Dark Secret (EP)                                     | 매직 써클 뮤직    |
| 2004년    | Symphony of Enchanted Lands II: The Dark Secret          | 매직 써클 뮤직    |
| 2007년    | Triumph or Agony                                         | 매직 써클 뮤직    |
| 2010년    | The Frozen tears of Angels                               | 뉴클리어 블래스트 |
| 2010년    | The Cold Embrace of Fear - A Dark Romantic Symphony (EP) | 뉴클리어 블래스트 |
| 2011년    | From Chaos To Eternity                                   | 뉴클리어 블래스트 |
| 2013년    | Dark Wings of Steel                                      | AFM 레코드        |
| 2016년    | Into the Legend                                          | AFM 레코드        |
| 2019년    | The Eighth Mountain                                      | AFM 레코드        |

### 라이브 음반 및 모음 음반
| 발매일 | 제목                                                | 레이블         |
| 2004년 | Tales from the Emerald Sword Saga (모음 음반)       | 림브 뮤직      |
| 2006년 | Live in Canada 2005: The Dark Secret (라이브 음반)  | 매직 써클 뮤직 |
| 2007년 | Visions from the Enchanted Lands (라이브 음반, DVD) | 매직 써클 뮤직 |
| 2013년 | Live - From Chaos to Eternity (라이브 음반)         | AFM 레코드     |
| 2017년 | Legendary Years (모음 음반)                         | AFM 레코드     |

### 싱글
- Emerald Sword (1998)
- Holy Thunderforce (2000)
- The Magic of the Wizard's Dream (2005)
- Sea of Fate(2010)
- Reign of Terror(2010)
- Aeons of Raging Darkness(2011)

### 데모
- Land of Immortals (1994)
- Eternal Glory (1995)

## 참고 문헌
1. ↑  RHAPSODY OF FIRE 보관됨 2007-09-07 - 웨이백 머신 공식 사이트 뉴스, 2006년 7월 14일